# Azad Al-Shakarchi
Pour les articles homonymes, voir Delage.
Dr. Azad Karsol Al-Shakarchi (arabe: آزاد الشكرجي; né le 20 juillet 1953), est un homme d'affaires irakien et un expert économique international, établi de nombreux projets de développement économique, l'investissement et de l'éducation en Europe et au Moyen-Orient.
Réalisé en 2011, le plus grand projet résidentiel en Irak connu comme «Azad City" et comprend 4 600 unités de logement, le projet est situé à Kirkouk ce projet contribuera à résoudre la crise du logement qui frappe la province de Kirkouk. Et a établi un réseau de communication «Azad Cell» qui donne les citoyens irakiens de tous les services de communication, et a établi «Azad FX» pour les opérations de bourse et des transactions financières. Et établie à Arbil «Azad Steel» pour la production d'acier qui est utilisé dans les bâtiments, les structures, et construit pour elle une immense usine au Kurdistan, à un coût de 93 M$.

## Biographie
Azad a quitté l'Irak il y a 35 ans sous le règne de l'ancien régime irakien, qui a été opposé à lui avec beaucoup de politiciens de l'opposition, des économistes et des universitaires, et a réussi à l'extérieur de l'Irak a créé de nombreuses sociétés internationales et les relations économiques, des investissements et des projets éducatifs en Suède , Roumanie, Royaume-Uni, le Liban et d'autres pays, et après la chute du régime est retourné au travail sur le renforcement Irak qui a été détruit par les guerres que secoués au cours des dernières décennies, et après son retour à Arbil, la capitale de la région du Kurdistan, a été construit plusieurs projets résidentiels dans la région et la province de Kirkouk, qui a contribué au boom de la construction qui a travaillé après son retour à l'Irak la consolidation et le développement des relations internationales entre son pays et les pays où il a travaillé à l'extérieur de l'Irak, et était l'un de la première qui a tiré le développement des relations économiques et d'investissement entre l'Irak et le Kurdistan, le Liban, la Suède, la Roumanie et d'autres, est marié à professeur d'université jordanienne Dr Serin Qutaishat, et a deux fils.

## Éducation

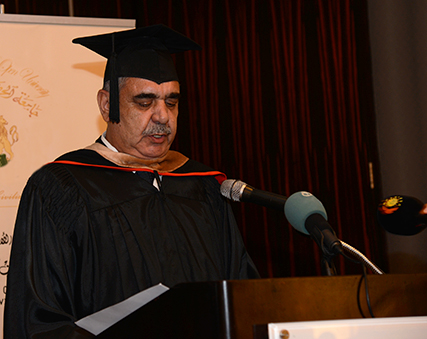
Réception d'un doctorat en administration des affaires

Il est titulaire d'un doctorat en administration des affaires, de la Faculté d'économie et d'affaires, et le titre de la thèse que le travail sur eux, (les différences fondamentales entre l'économie du gouvernement central irakien et la région du Kurdistan) Université ICOU et maîtrise thèse sous le titre (flotter la monnaie irakienne dans le marché mondial des devises) en Californie Université FCE, apportant ce a de l'expérience scientifique et formation intellectuelle, et étendu dans l'étude et la planification, et face à un succès considérable dans la mise en œuvre de projets se lever économique secteurs marginaliser mises en œuvre durant le régime ancien, la période, en raison du harcèlement, de la négligence et de la corruption, ce qui a contribué à la consolidation de ses étapes après des années de l'immigration, et lui a donné naissance travaux et projets domaine en Europe, pour atteindre le plus grand projet résidentiel en Irak «Azad City» comprend 4 600 unités de logement, le projet est situé dans le Kirkouk, ce projet contribuera à résoudre la crise du logement qui frappe la province de Kirkouk.

## Galerie de photos

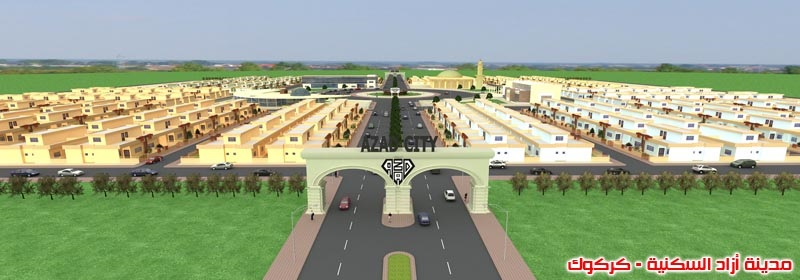
Azad Ville (Azad City) de Kirkouk
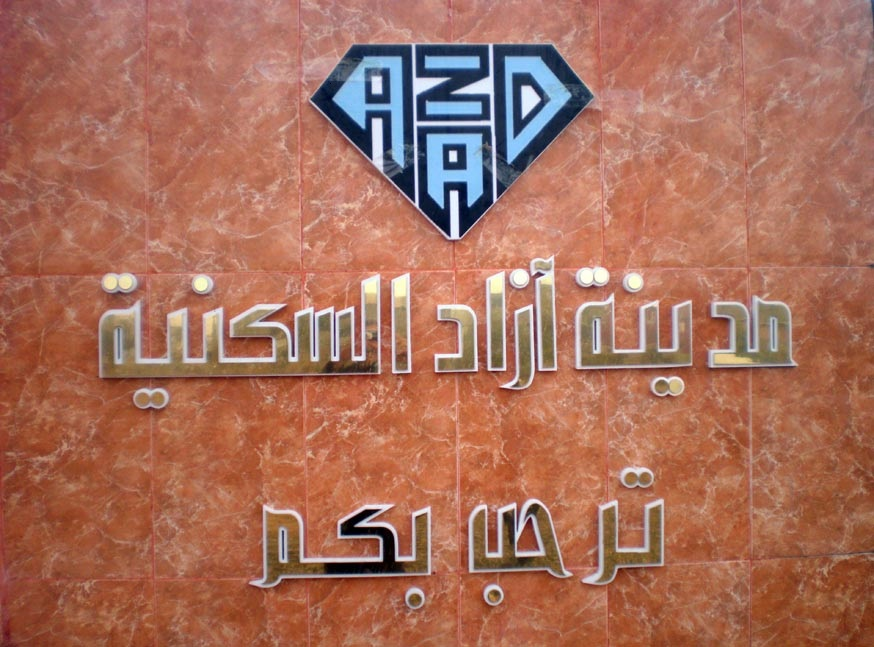
Azad Ville (Azad City) de Kirkouk
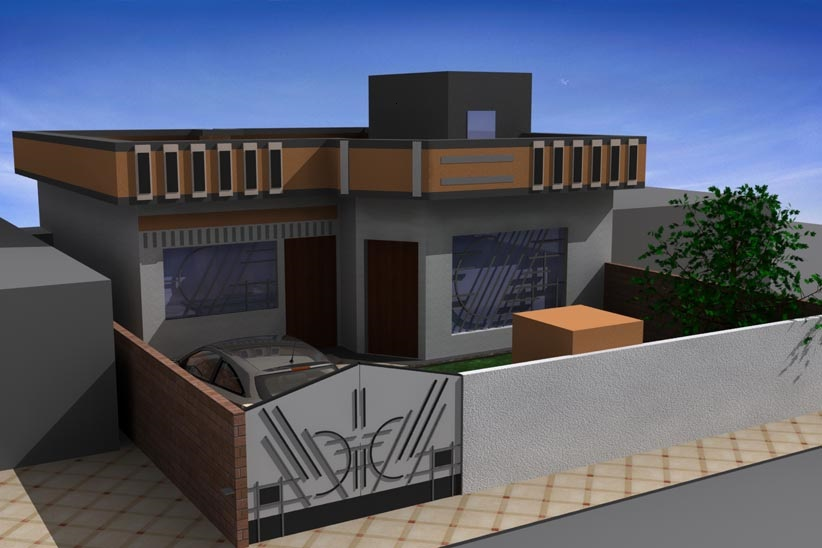
Azad Ville (Azad City) de Kirkouk
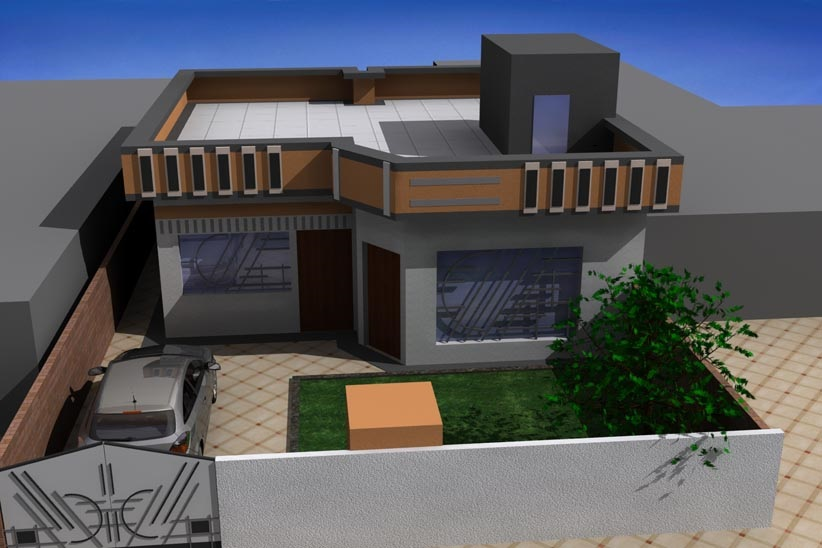
Azad Ville (Azad City) de Kirkouk
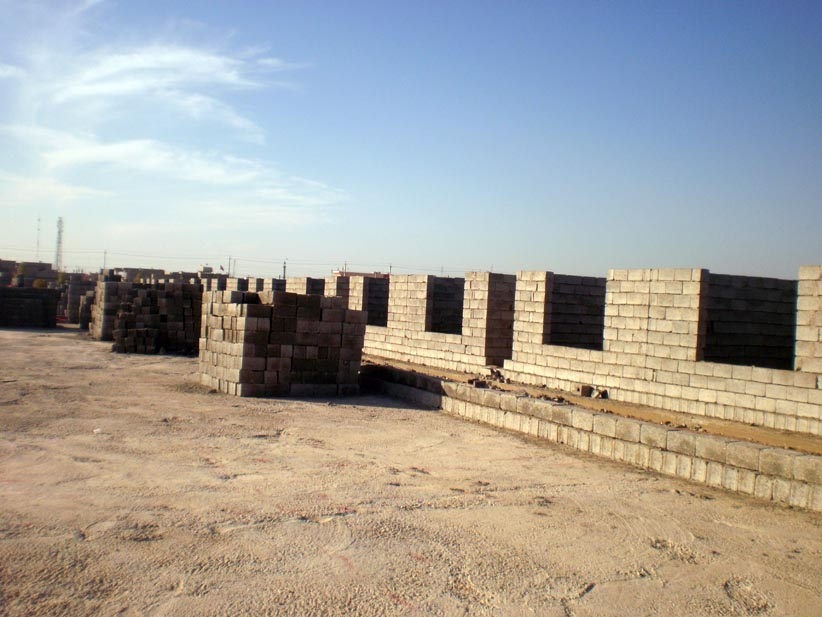
Azad Ville (Azad City) de Kirkouk
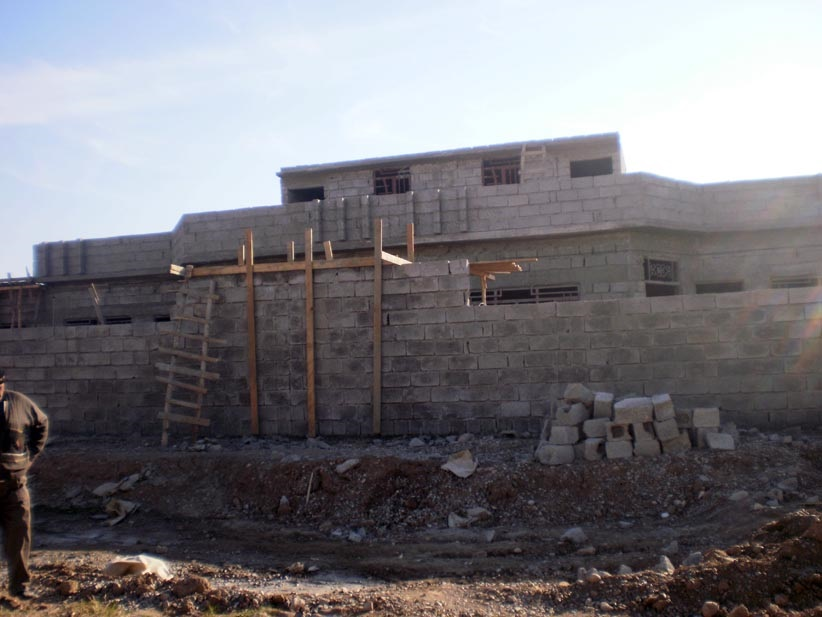
Azad Ville (Azad City) de Kirkouk
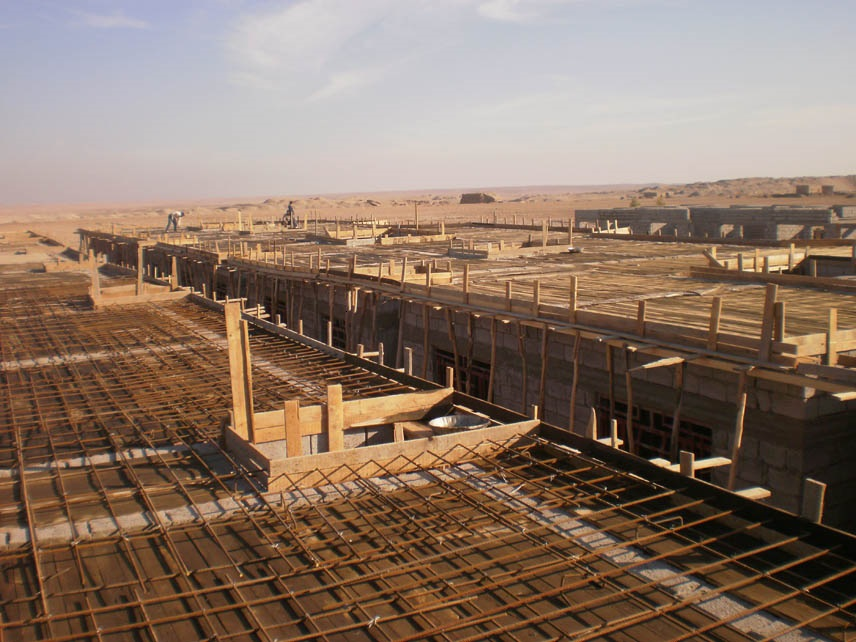
Azad Ville (Azad City) de Kirkouk
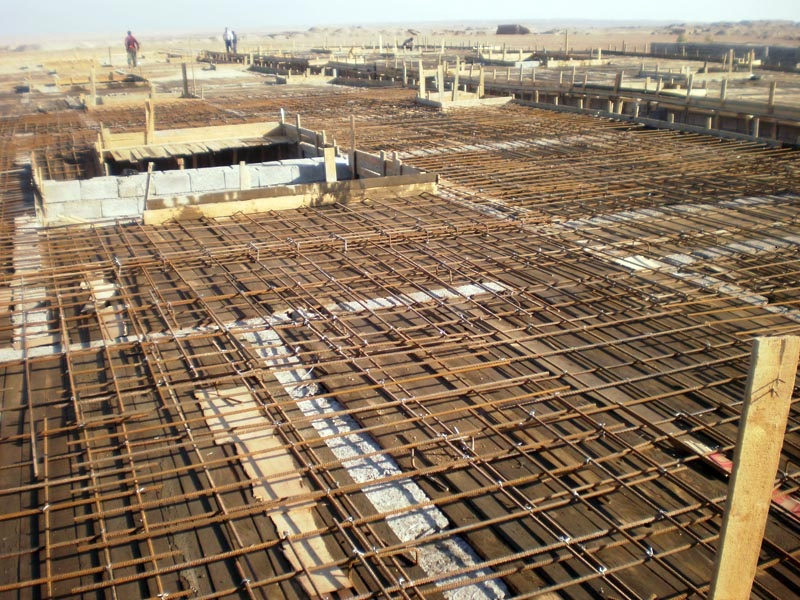
Azad Ville (Azad City) de Kirkouk
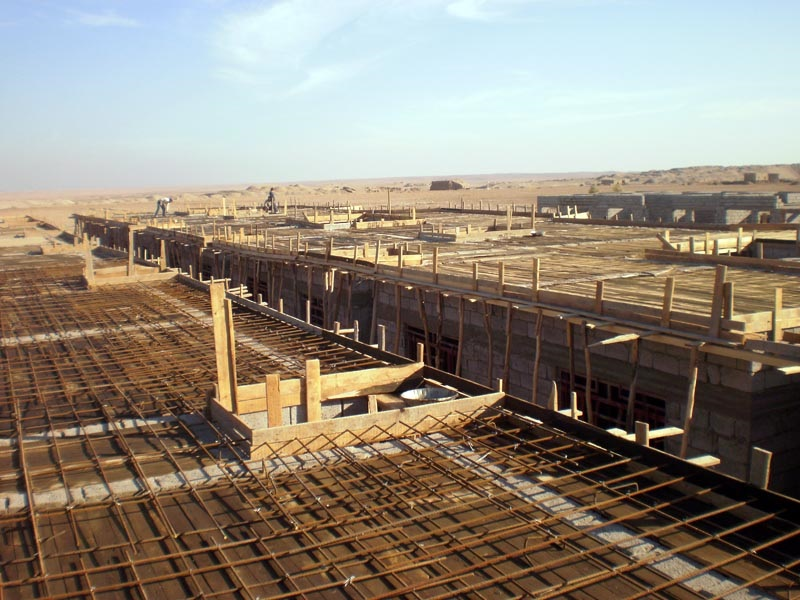
Azad Ville (Azad City) de Kirkouk
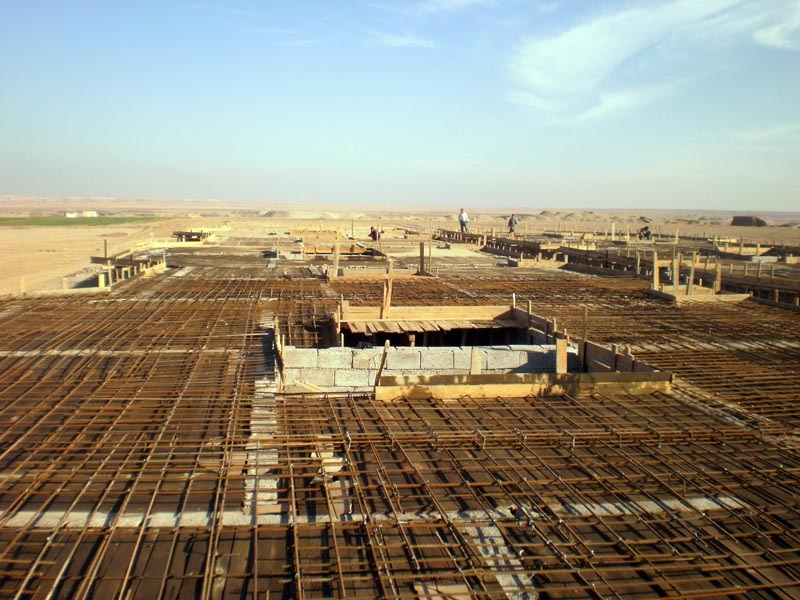
Azad Ville (Azad City) de Kirkouk
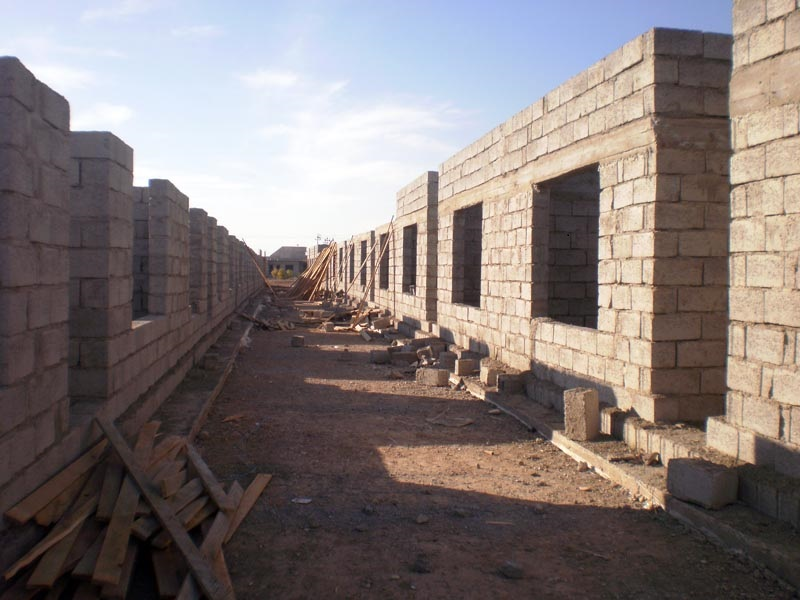
Azad Ville (Azad City) de Kirkouk
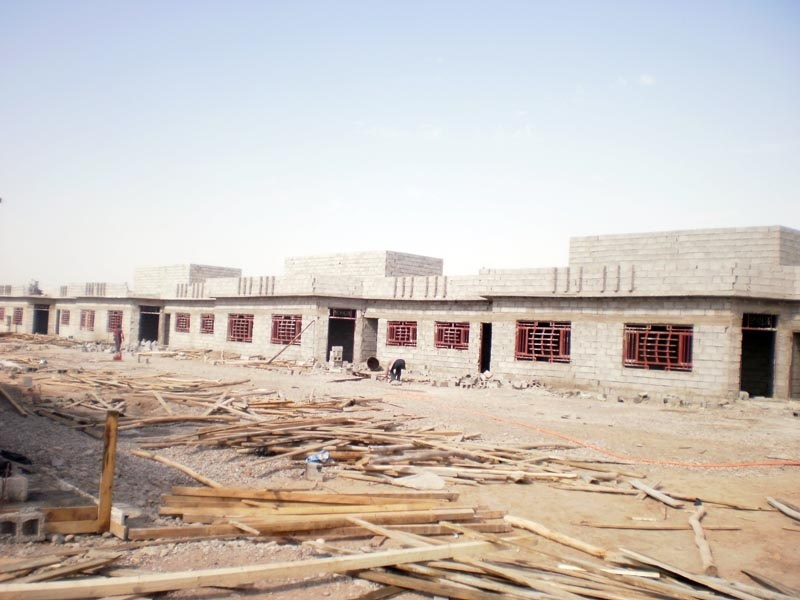
Azad Ville (Azad City) de Kirkouk
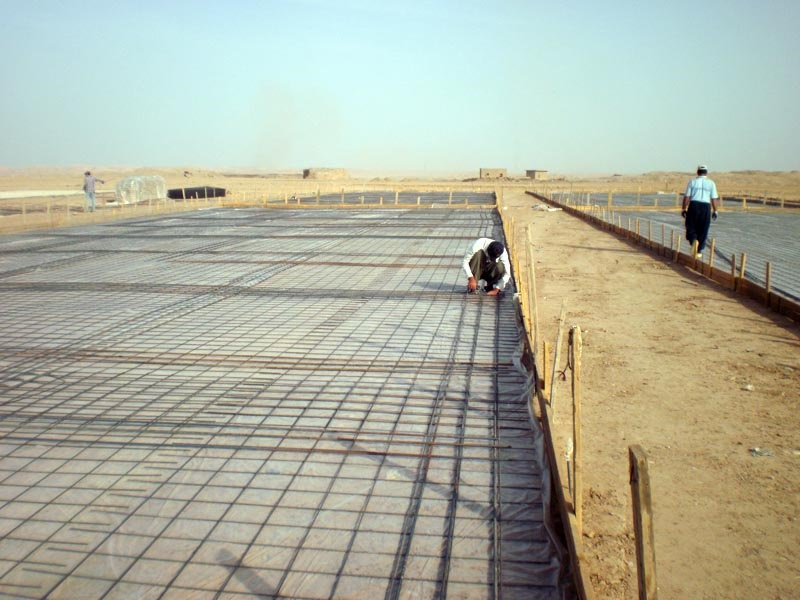
Azad Ville (Azad City) de Kirkouk
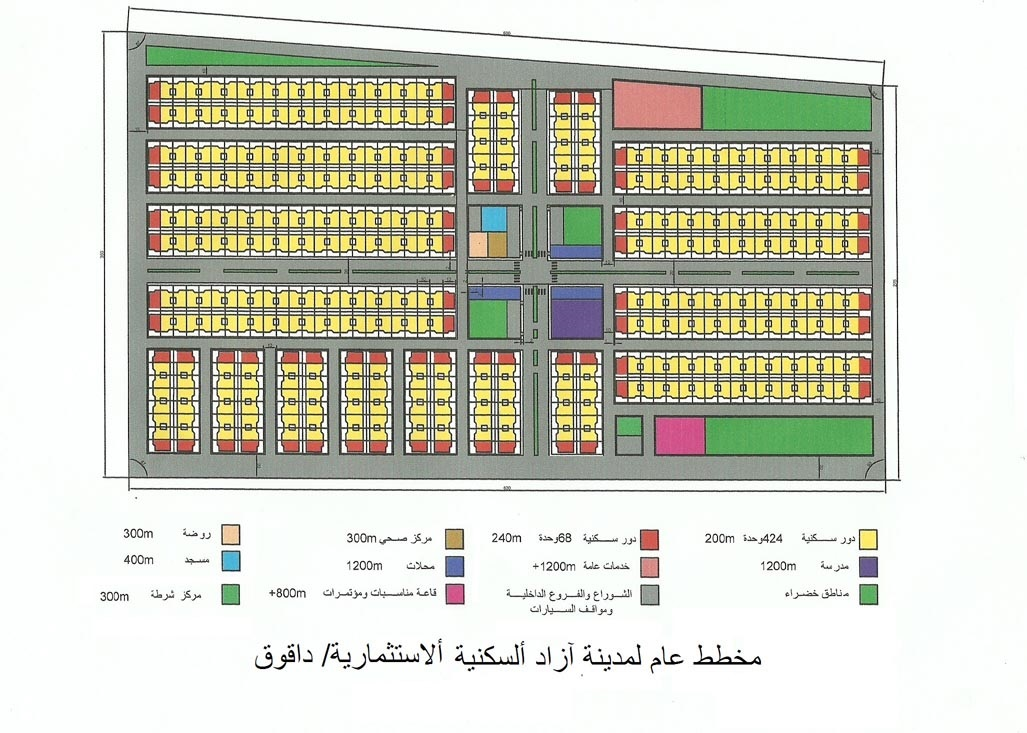
Azad Ville (Azad City) de Kirkouk
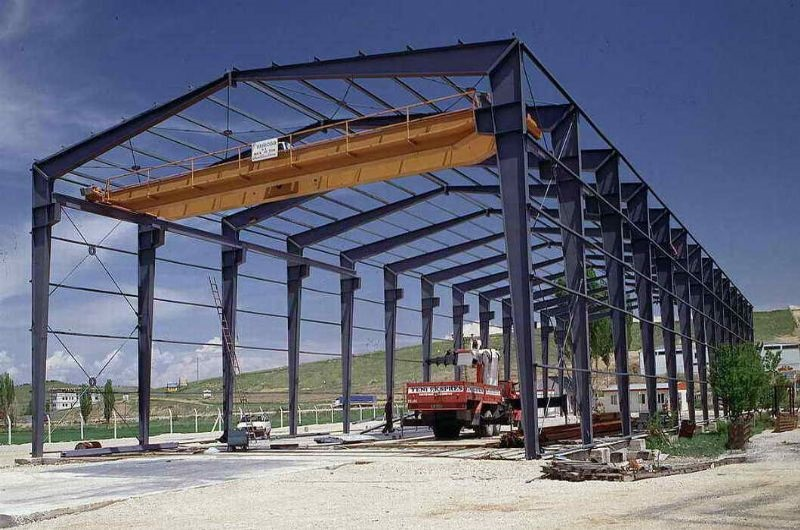
Système de l'acier de construction (Azad Steel)
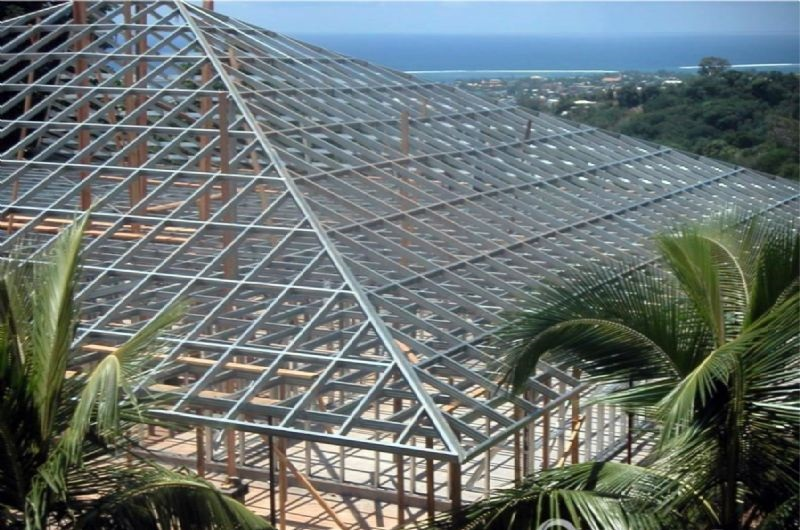
Système de l'acier de construction (Azad Steel)
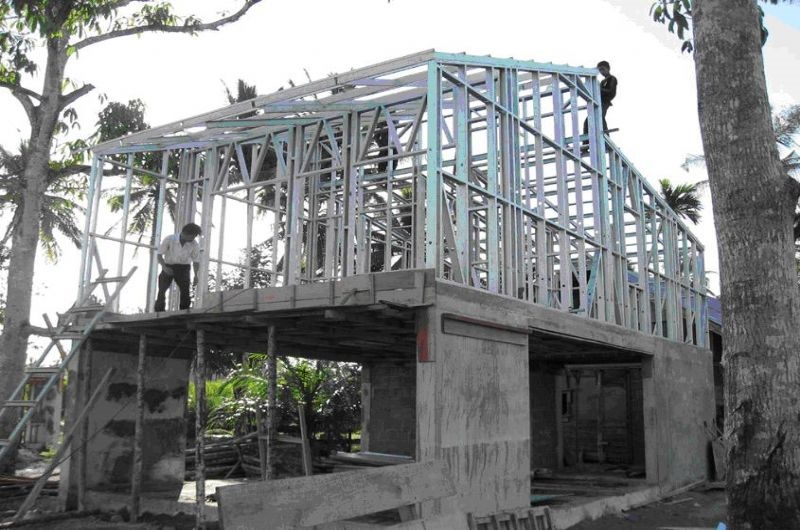
Système de l'acier de construction (Azad Steel)
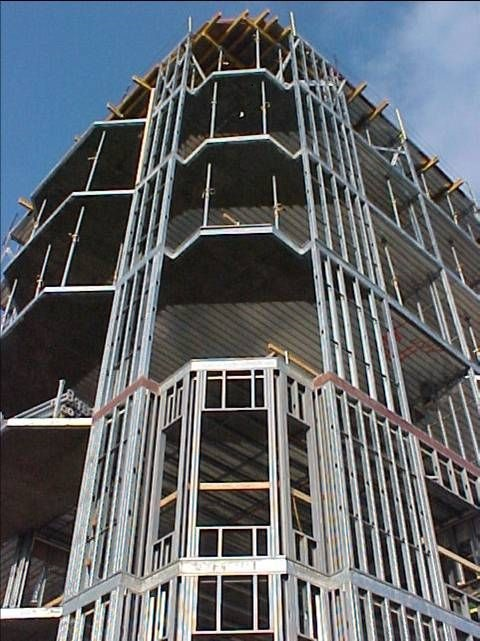
Système de l'acier de construction (Azad Steel)
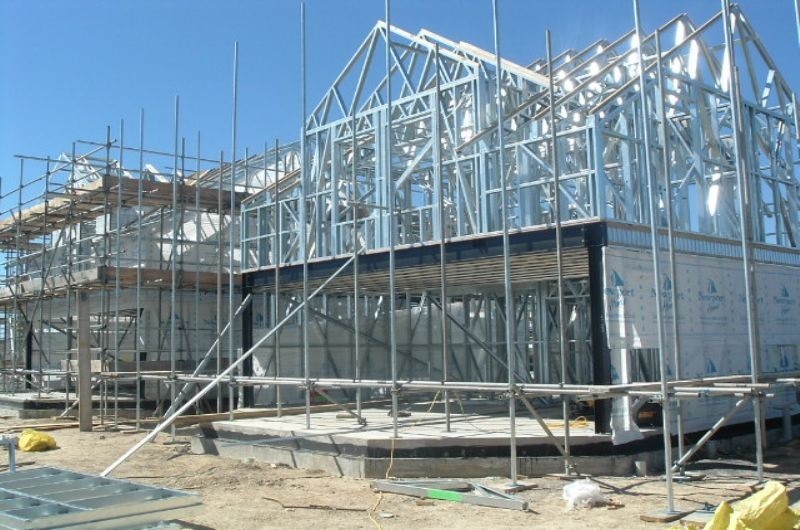
Système de l'acier de construction (Azad Steel)
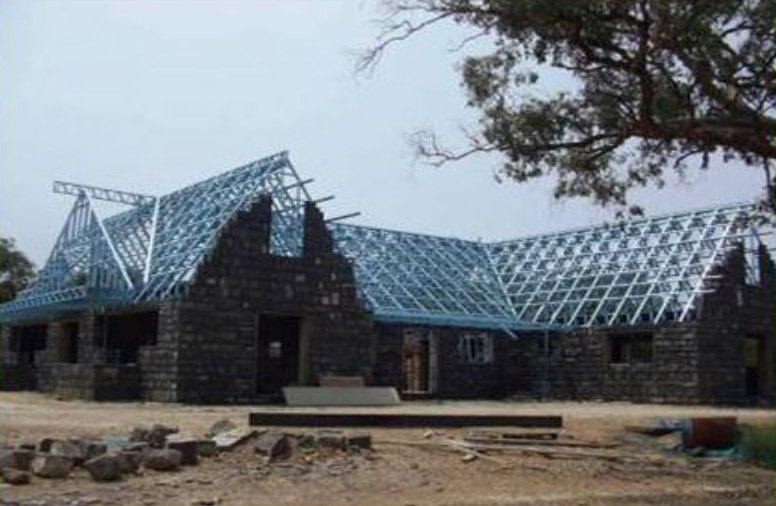
Système de l'acier de construction (Azad Steel)
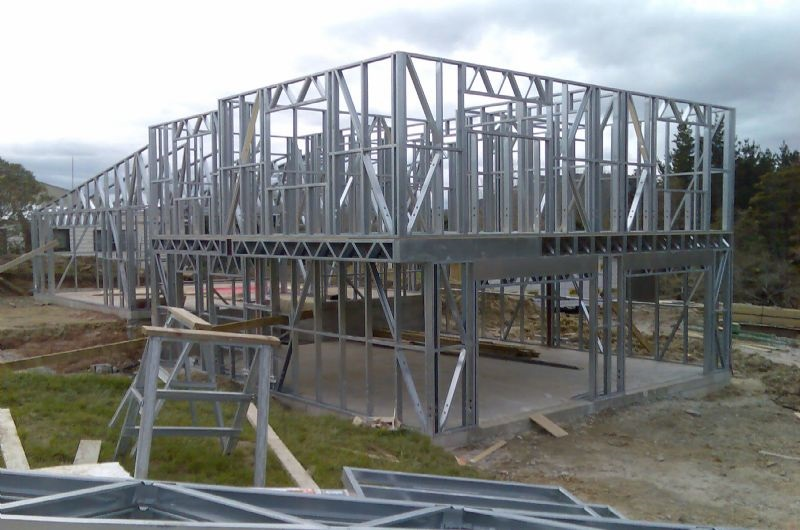
Système de l'acier de construction (Azad Steel)
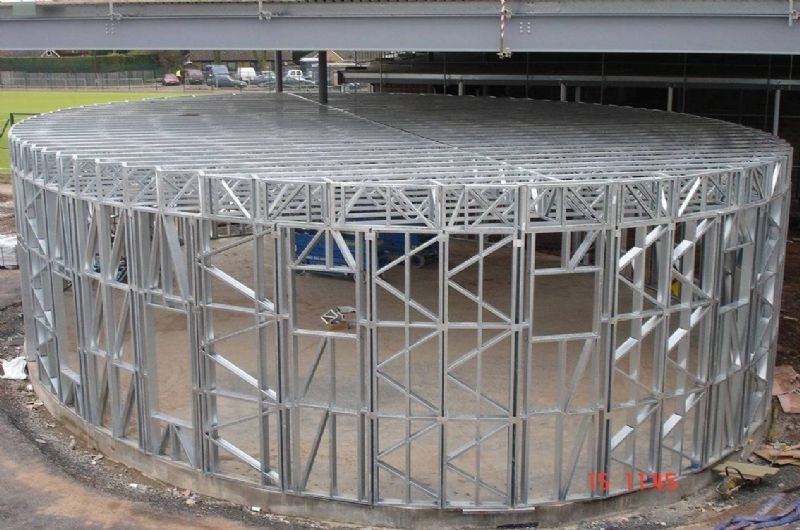
Système de l'acier de construction (Azad Steel)
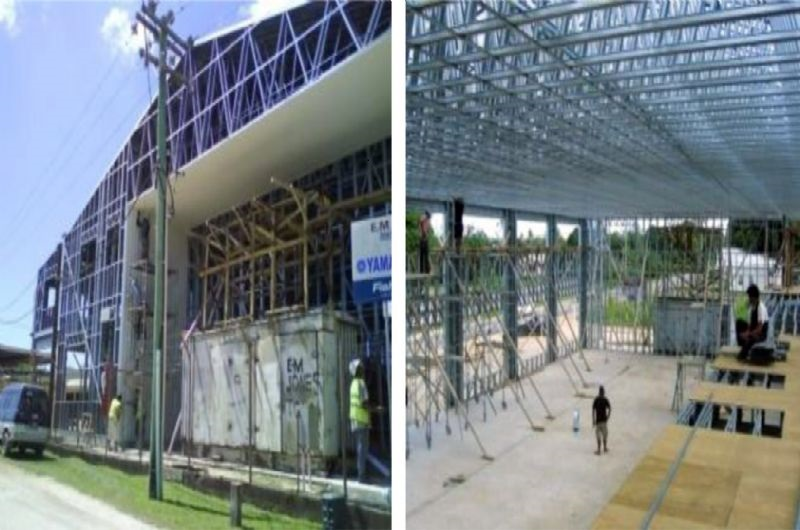
Système de l'acier de construction (Azad Steel)
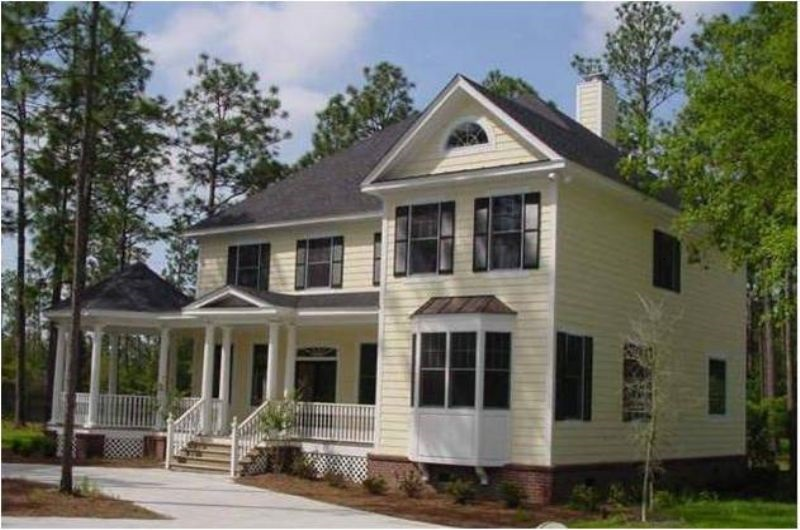
Système de l'acier de construction (Azad Steel)

## Titres et décorations
- Azad Steel
- Azad City
- Azad Cell
- Kirkuk Invest Commission